# Jiajie Yu Yan
Jiajie Yu Yan (Barcelona, 1989) és un director, guionista i productor de cinema català d'origen xinès. El seu curtmetratge Xiao Xian, rodat en xinès, va ser nominat al Goya al millor curtmetratge de ficció el 2020.

## Biografia
Jiajie Yu Yan va néixer a Barcelona en 1989. La seva primera experiència en un rodatge va ser en 2007, participant com a actor en un anunci per a Pepsi. Des de llavors va saber que el seu era estar en un set de rodatge.
Es va llicenciar en Comunicació Audiovisual per la Universitat Ramon Llull i va fer un Màster de Guió i Direcció Cinematogràfica a l'escola de cinema Bande à Part. Gràcies a una beca, obtinguda entre més de 380 participants, es va mudar a Madrid per a estudiar un Màster de Direcció de Fotografia en Cinema Digital a EFTI.

## Trajectòria professional
Els seus projectes han estat guardonats en dues ocasions consecutives per Thailand International Film Destination Festival, amb els seus curtmetratges A Lonely Trip (2014) i Blissful City (2015). Ambdós projectes formen part de Amazing Thailand Film Challenge, certamen on directors de diferents parts del món assumien el repte de rodar i lliurar el projecte en tan sols 5 dies i amb un equip format per només 2 persones.
El seu curtmetratge Aliens (2016), es va filmar en Benidorm i ha estat seleccionat en més de 40 festivals espanyols i internacionals, diversos d'ells qualificadors per als premis Goya.
El seu últim projecte Xiao Xian (2019), va ser la primera obra en mandarí que competeix als Premis Goya a millor curtmetratge de ficció i ha aconseguit el rècord de 10 nominacions de les que va quedar com a guanyador en 5 categories als Premis Fugaz (CortoEspaña).
Després de l'èxit de Xiao Xian, decideix desenvolupar San Dai Shi Guang, el seu primer llargmetratge. Un retrat femení sobre la comunitat xinesa a Madrid a través de la mirada de tres generacions.

## Premis i nominacions
Premis Goya
| Any  | Categoria           | Pel·lícula | Resultat |
| ---- | ------------------- | ---------- | -------- |
| 2020 | Millor Curtmetratge | Xiao Xian  | Nominat  |

Premis Fugaz
- 2020 - Guanyador de 5 premis en les categories de Millor direcció, Millor direcció de fotografia, Millor direcció d'art, Millor vestuari i Millor so - Xiao Xian[8]

### Altres premis i nominacions
- 2019 - Festival de Màlaga Selecció Oficial - Xiao Xian
- 2019 - Brussels Short Film Festival Next Generation - Xiao Xian
- 2019 - Tirana International Film Festival Secció Paral·lela - Xiao Xian
- 2019 - Camerimage International Film Festival Student Etudes Competition - Xiao Xian
- 2019 - ALCINE Secció Oficial - Xiao Xian
- 2019 - Mostra de Curtas Noia[4] Millor Curtmetratge i Director - Xiao Xian
- 2019 - Abycine Secció Oficial - Xiao Xian
- 2019 - Oldenburg International Film Festival Secció Oficial - Xiao Xian
- 2019 - Jameson CineFest Miskolc International Film Festival Secció Oficial - Xiao Xian

## Filmografia

### Curtmetratges
- 2024 - Xiao Wei
- 2024 - Crías
- 2021 - No Voice
- 2019 - Xiao Xian
- 2016 - Aliens